# Alessia Gritti
Alessia Gritti (Bergamo, 24 aprile 1987) è una calciatrice italiana, portiere del Lumezzane.

## Biografia
Alessia Gritti cresce con la famiglia a Leffe, comune del bergamasco, e fin da piccola si appassiona allo sport del calcio giocando con i cugini e incitata dal nonno a preferire il ruolo di portiere decide di seguire il cugino maggiore tesserandosi con l'Oratorio Leffe. Superata la maturità scolastica, alterna lo sport al lavoro in uno studio notarile.

## Carriera

### Club
Gritti inizia la carriera giocando nell'Oratorio Leffe, inserita nelle formazioni miste di calcio a 11 nel ruolo di portiere e giocando con i maschietti fino all'età massima prevista dalla federazione.
Nel 2000, compiuti i 13 anni d'età, decide di continuare l'attività sportiva tesserandosi con la Polisportiva Almennese, società con sede ad Almenno San Salvatore, nata solo due anni prima e che la contattò convincendola a continuare nel calcio a 11 in una formazione interamente femminile. Dopo una stagione, la 2000-2001, giocata nella formazione giovanile Under-15, dalla stagione 2001-2002 è inserita nella rosa della prima squadra che partecipa al campionato di Serie C Lombardia, organico con cui inizia la scalata alle categorie superiori conquistando il primo posto e la relativa promozione in Serie B al termine di una stagione che la concludere a punteggio pieno, 90 punti in 30 partite.
La stagione successiva la società cambiò la propria denominazione in Associazione Calcio Femminile Orobica e con la nuova realtà societaria riesce ad aggiudicarsi il primo posto del girone A nella stagione di Serie B 2002-2003 con la promozione alla neoistituita Serie A2. La stagione entrante è caratterizzata da un nuovo cambio di denominazione, diventando Atalanta Femminile e vestendo la maglia nerazzurra dell'omonima società maschile. Gritti continua ad essere decisiva nella conquista dei vertici del campionato e dopo una stagione di transizione, la 2003-2004 chiusa al quarto posto, la stagione successiva conquista la storica promozione in Serie A. Gritti gioca nell'Atalanta, al vertice del campionato italiano femminile di calcio, dalla stagione 2004-2005 a quella 2007-2008 quindi decide di lasciare la società al termine di quest'ultima.
Nell'estate 2008 decide di condividere l'avventura del Mozzanica che le offre il posto da titolare tra i pali ripartendo dalla Serie A2 dalla stagione 2008-2009. Alla seconda stagione riesce a centrare la sua seconda promozione in Serie A, la prima per la società biancazzurra conquistando il Girone A al termine del campionato 2009-2010. Gritti rimane con la società nove stagioni consecutive
Durante il calciomercato estivo 2017 Gritti si trasferisce al neopromosso Fimauto Valpolicella, alla sua seconda partecipazione al campionato di Serie A. Il ritorno della squadra nella massima serie italiana coincide con una maggiore sinergia con il Chievo maschile, che da anni aveva avviato una collaborazione con il Valpo, che per la stagione entrante utilizza le tenute di gioco e la grafica del Chievo unita allo storico sponsor Fimauto. Con un organico ulteriormente rinforzato Gritti e compagne affrontano il campionato mantenendo posizioni di media classifica, raggiungendo la matematica salvezza con il pareggio per 1-1 con il San Zaccaria alla sedicesima giornata e terminando al sesto posto con 26 punti, uno in più delle rivali dell'AGSM Verona. Durante la stagione Gritti viene impiegata in 19 su 22 incontri di campionato, incassando 33 reti avversarie, e a questi si aggiungono le due presenze con 5 reti incassate in Coppa Italia.
Gritti conferma la sua presenza anche per la stagione successiva, dove la società si iscrive con la nuova denominazione di ChievoVerona Valpo.
Nell'estate 2019, dopo la mancata iscrizione del ChievoVerona Valpo alla Serie A 2019-2020 a seguito del termine della collaborazione con il Chievo maschile, si accorda con l'altra squadra veronese della massima serie, il Verona. Dopo tre stagioni passate al Verona, durante le quali era scesa in campo in tutto in cinque partite, per la stagione 2022-23 si è trasferita al Lumezzane, società neopromossa in Serie C.

### Nazionale
Nel novembre 2016 è stata convocata da Antonio Cabrini in occasione del Torneio Internacional de Manaus 2016, in programma dal 7 al 18 dicembre 2016, con le partite contro Russia, Costa Rica e Brasile. Nel corso del torneo ha esordito nella terza partita del girone, persa per 3-1 contro il Brasile. È stata nuovamente convocata da Cabrini per la Cyprus Cup 2017, in programma dal 1º all'8 marzo 2017.

## Statistiche
Statistiche aggiornate al 15 maggio 2022.

### Presenze e reti nei club
| Stagione         | Squadra            | Campionato       | Campionato | Campionato | Coppe nazionali | Coppe nazionali | Coppe nazionali | Coppe continentali | Coppe continentali | Coppe continentali | Altre coppe | Altre coppe | Altre coppe | Totale | Totale |
| Stagione         | Squadra            | Comp             | Pres       | Reti       | Comp            | Pres            | Reti            | Comp               | Pres               | Reti               | Comp        | Pres        | Reti        | Pres   | Reti   |
| ---------------- | ------------------ | ---------------- | ---------- | ---------- | --------------- | --------------- | --------------- | ------------------ | ------------------ | ------------------ | ----------- | ----------- | ----------- | ------ | ------ |
| 2004-2005        | Atalanta           | A2               | -          | -          | CI              | -               | -               | -                  | -                  | -                  | -           | -           | -           | -      | -      |
| 2005-2006        | Atalanta           | A                | -          | -          | CI              | -               | -               | -                  | -                  | -                  | -           | -           | -           | -      | -      |
| 2006-2007        | Atalanta           | A                | 20         | -27        | CI              | -               | -               | -                  | -                  | -                  | -           | -           | -           | 20     | -27    |
| 2007-2008        | Atalanta           | A                | 20         | -31        | CI              | -               | -               | -                  | -                  | -                  | -           | -           | -           | 20     | -31    |
| Totale Atalanta  | Totale Atalanta    | Totale Atalanta  | 40         | -58        |                 | -               | -               | -                  | -                  | -                  | -           | -           | -           | 40     | -58    |
| 2008-2009        | Mozzanica          | A2               | 20         | -17        | CI              | -               | -               | -                  | -                  | -                  | -           | -           | -           | 20     | -17    |
| 2009-2010        | Mozzanica          | A2               | 17         | -9         | CI              | -               | -               | -                  | -                  | -                  | -           | -           | -           | 17     | -9     |
| 2010-2011        | Mozzanica          | A                | 25         | -45        | CI              | -               | -               | -                  | -                  | -                  | -           | -           | -           | 25     | -45    |
| 2011-2012        | Mozzanica          | A                | 25         | -37        | CI              | -               | -               | -                  | -                  | -                  | -           | -           | -           | 25     | -37    |
| 2012-2013        | Mozzanica          | A                | 27         | -31        | CI              | -               | -               | -                  | -                  | -                  | -           | -           | -           | 26     | -27    |
| 2013-2014        | Mozzanica          | A                | 28         | -23        | CI              | -               | -               | -                  | -                  | -                  | -           | -           | -           | 26     | -27    |
| 2014-2015        | Mozzanica          | A                | 26         | -19        | CI              | -               | -               | -                  | -                  | -                  | -           | -           | -           | 26     | -19    |
| 2015-2016        | Mozzanica          | A                | 19         | -19        | CI              | 6               | -7              | -                  | -                  | -                  | -           | -           | -           | 25     | -26    |
| 2016-2017        | Mozzanica          | A                | 20         | -28        | CI              | 4               | 0               | -                  | -                  | -                  | -           | -           | -           | 24     | -28    |
| Totale Mozzanica | Totale Mozzanica   | Totale Mozzanica | 207        | -228       |                 | 10              | -7              |                    | -                  | -                  |             | -           | -           | 217    | -235   |
| 2017-2018        | Valpolicella       | A                | 19         | -33        | CI              | 2               | -5              | -                  | -                  | -                  | -           | -           | -           | 21     | -38    |
| 2018-2019        | ChievoVerona Valpo | A                | 10         | -29        | CI              | 0               | 0               | -                  | -                  | -                  | -           | -           | -           | 10     | -29    |
| 2019-2020        | Verona             | A                | 2          | -7         | CI              | 1               | -1              | -                  | -                  | -                  | -           | -           | -           | 3      | -8     |
| 2020-2021        | Verona             | A                | 0          | 0          | CI              | 0               | 0               | -                  | -                  | -                  | -           | -           | -           | 0      | 0      |
| 2021-2022        | Verona             | A                | 2          | -8         | CI              | 0               | 0               | -                  | -                  | -                  | -           | -           | -           | 2      | -8     |
| Totale Verona    | Totale Verona      | Totale Verona    | 4          | -15        |                 | 0               | 0               |                    | -                  | -                  |             | -           | -           | 4      | -15    |
| Totale carriera  | Totale carriera    | Totale carriera  | 280        | -363       |                 | 13              | -13             |                    | -                  | -                  |             | -           | -           | 293    | -374   |

### Cronologia presenze e reti in nazionale
| Cronologia completa delle presenze e delle reti in nazionale ― Italia | Cronologia completa delle presenze e delle reti in nazionale ― Italia | Cronologia completa delle presenze e delle reti in nazionale ― Italia | Cronologia completa delle presenze e delle reti in nazionale ― Italia | Cronologia completa delle presenze e delle reti in nazionale ― Italia | Cronologia completa delle presenze e delle reti in nazionale ― Italia | Cronologia completa delle presenze e delle reti in nazionale ― Italia | Cronologia completa delle presenze e delle reti in nazionale ― Italia |
| Data                                                                  | Città                                                                 | In casa                                                               | Risultato                                                             | Ospiti                                                                | Competizione                                                          | Reti                                                                  | Note                                                                  |
| --------------------------------------------------------------------- | --------------------------------------------------------------------- | --------------------------------------------------------------------- | --------------------------------------------------------------------- | --------------------------------------------------------------------- | --------------------------------------------------------------------- | --------------------------------------------------------------------- | --------------------------------------------------------------------- |
| 14-12-2016                                                            | Manaus                                                                | Brasile                                                               | 3 – 1                                                                 | Italia                                                                | Torneio Internacional 2016 - primo turno                              | -3                                                                    |                                                                       |
| 01-03-2017                                                            | Larnaca                                                               | Corea del Nord                                                        | 3 – 0                                                                 | Italia                                                                | Cyprus Cup 2017                                                       | -3                                                                    |                                                                       |
| 06-03-2017                                                            | Larnaca                                                               | Svizzera                                                              | 6 – 0                                                                 | Italia                                                                | Cyprus Cup 2017                                                       | -6                                                                    |                                                                       |
| Totale                                                                |                                                                       | Presenze                                                              | 3                                                                     |                                                                       | Reti                                                                  | -12                                                                   |                                                                       |

## Palmarès
- Campionato italiano di Serie A2: 2

Atalanta: 2004-2005
Mozzanica: 2009-2010